# St. Cloud (Minnesota)
St. Cloud es una ciudad del estado estadounidense de Minnesota y el centro de población más grande de la región central del estado. Su población es de 68,462 según las estimaciones del censo de Estados Unidos de 2019, lo que la convierte en la décima ciudad más grande de Minnesota. St. Cloud es la sede del condado de Stearns y recibió su nombre de la ciudad de Saint-Cloud, Francia (en Île-de-France, cerca de París), que recibió su nombre del monje francés del siglo VI Clodoaldo.
Aunque principalmente en el condado de Stearns, St. Cloud también se extiende a los condados de Benton y Sherburne, y se extiende a ambos lados del río Misisipi. Es el centro de una pequeña área urbana contigua con un total de más de 120 000 residentes, con Waite Park, Sauk Rapids, Sartell, St. Joseph, Rockville y St. Augusta bordeando directamente la ciudad, y Foley, Rice, Kimball, Clearwater, Clear Lago y Cold Spring cerca. Con 189 093 residentes en el censo de 2010, el área metropolitana de St. Cloud es la quinta más grande de Minnesota, detrás de Minneapolis – St. Paul, Duluth-Superior, Fargo-Moorhead y Rochester.
St. Cloud está a 105 km noroeste de las Ciudades Gemelas de Minneapolis–St. Paul a lo largo de la carretera interestatal 94, la autopista 52 (Junto con la I-94), la autopista 10, la autopista 15 de Minnesota y la autopista 23 de Minnesota. El área estadística metropolitana de St. Cloud (MSA) está formada por los condados de Stearns y Benton. La ciudad se incluyó en un Área Estadística Combinada (CSA) de Minneapolis–St. Paul–St. Cloud en 2000. St. Cloud en su conjunto nunca ha sido parte de la MSA de 13 condados que comprende Minneapolis, St. Paul, Bloomington y partes del oeste de Wisconsin, aunque la parte del condado de Sherburne se considera parte del área metropolitana de Twin Cities por la definición de la Oficina del Censo.
St. Cloud State University, la tercera universidad pública más grande de Minnesota, se encuentra entre el centro de la ciudad y las islas Beaver, que forman un laberinto en un tramo de 3 km del Misisipi. Las aproximadamente 30 islas sin desarrollar son un destino popular para los entusiastas del kayak y la canoa y son parte de un tramo de 19 km de río salvaje y escénico designado por el estado.
St. Cloud posee y opera una represa hidroeléctrica en el Misisipi que puede producir hasta diez megavatios de electricidad.

## Historia
Lo que ahora es el área de St. Cloud fue ocupado por varios pueblos indígenas durante miles de años. Los europeos se encontraron con ottawa, ojibwe y winnebago cuando comenzaron a comerciar con los pueblos nativos americanos.
Minnesota se organizó como territorio en 1849. El área de St. Cloud se abrió a los colonos en 1851 después de las negociaciones del tratado con la tribu Winnebago (Ho-Chunk) en 1851 y 1852. John Wilson, un nativo de Maine con ascendencia hugonote francesa e interés en Napoleón, nombró al asentamiento St. Cloud en honor a Saint-Cloud.
St. Cloud era una estación de paso en las ramas Middle y Woods de Red River Trails que usaban los comerciantes mestizos entre la frontera entre Canadá y Estados Unidos en Pembina, Dakota del Norte y St. Paul. Los trenes de carros a menudo consistían en cientos de carretas de bueyes. Los métis, que llevaban pieles a cambio de suministros para llevarlos a sus asentamientos rurales, acampaban al oeste de la ciudad y cruzaban el Misisipi en St. Cloud o simplemente al norte en Sauk Rapids.
La ciudad de St. Cloud se incorporó en 1856. Se desarrolló a partir de tres asentamientos distintos, conocidos como Upper Town, Middle Town y Lower Town, que fueron establecidos por colonos europeos-estadounidenses a partir de 1853. Los restos de los profundos barrancos que separaban a los tres todavía son visibles hoy. Middle Town fue colonizada principalmente por inmigrantes católicos alemanes y migrantes de los estados del este, que fueron reclutados en la región por el padre Francis Xavier Pierz, un sacerdote católico que también ministró como misionero a los nativos americanos. Lower Town fue fundada por colonos del norte de Nueva Inglaterra y el Atlántico Medio de Estados Unidos.
Upper Town, o Arcadia, fue planeado por el general Sylvanus Lowry, un comerciante y propietario de esclavos de Kentucky que trajo esclavos con él, aunque Minnesota se organizó como un territorio libre. Sirvió en el Consejo territorial de 1852 a 1853 y fue elegido primer alcalde de St. Cloud en 1856, durante un año.
Jane Gray Swisshelm, editora de un periódico abolicionista que había emigrado de Pittsburgh, atacó repetidamente a Lowry en forma impresa. En un momento, Lowry organizó un "Comité de Vigilancia" que irrumpió en la oficina del periódico de Swisshelm y retiró su prensa, arrojándola al río Misisipi. Lowry inició un periódico rival, The Union.
La decisión de 1857 de la Corte Suprema de Estados Unidos en Dred Scott dictaminó que los esclavos no podían presentar demandas por la libertad y encontró inconstitucional el Compromiso de Misuri, por lo que la prohibición del territorio contra la esclavitud se volvió inaplicable. Casi todos los sureños abandonaron el área de St. Cloud cuando estalló la Guerra de Secesión, llevándose a sus esclavos con ellos. Lowry murió en la ciudad en 1865.
A partir de 1864, Stephen Miller sirvió un mandato de dos años como gobernador de Minnesota, el único ciudadano de St. Cloud en ocupar el cargo. Miller fue un " hombre de negocios alemán de Pensilvania ", abogado, escritor, abolicionista activo y amigo personal de Alexander Ramsey. Estuvo en la boleta electoral republicana del estado con Abraham Lincoln en 1860.
Los barcos de vapor atracaban regularmente en St. Cloud como parte del comercio de pieles y otro comercio, aunque los niveles de los ríos no eran confiables. Esto terminó con la construcción de la presa Coon Rapids en 1912–14. Las canteras de granito han operado en el área desde los años 1880, lo que le dio a St. Cloud su apodo, "La ciudad del granito".
En 1917, Samuel Pandolfo fundó Pan Motor Company en St. Cloud. Pandolfo afirmó que sus Pan-Cars convertirían a St. Cloud en el nuevo Detroit, pero la compañía fracasó en un momento en que los recursos se dirigían hacia el esfuerzo de la Primera Guerra Mundial. Más tarde fue condenado y encarcelado por intentar defraudar a los inversores.

## Geografía
Según la Oficina del Censo de los Estados Unidos, la ciudad tiene una superficie total de 106,4 km²; 103,7 km² es tierra y 2,69 km² es agua. La ciudad está dividida en dos por el río Misisipi, y parte del río Sauk corre a lo largo de su borde norte. Justo al sur del centro de la ciudad, cerca de Technical High School, se encuentra el lago George de 2,8 ha y 11 m de profundidad.

### Clima
St. Cloud se encuentra en la zona de clima continental húmedo de verano cálido (Clasificación climática de Köppen Dfb ), con veranos cálidos e inviernos fríos con nevadas moderadas a fuertes. La temperatura media diaria normal mensual oscila entre −11,3 °C en enero a 21,3 °C en julio. La temperatura máxima récord es de 42 °C. La temperatura mínima récord es -42 °C.

## Demografía
Según el censo de 2010, había 65842 personas residiendo en St. Cloud. La densidad de población era de 618 hab./km². De los 65842 habitantes, St. Cloud estaba compuesto por el 84,6 % blancos, el 7,82 % eran afroamericanos, el 0,7 % eran amerindios, el 3,7 % eran asiáticos, el 0,02 % eran isleños del Pacífico, el 0,8 % eran de otras razas y el 2,5 % pertenecían a dos o más razas. Del total de la población el 2,4 % eran hispanos o latinos de cualquier raza.

## Arte, cultura y eventos
En 2019, St. Cloud recibió tres premios al primer lugar de los International Awards for Liveable Communities (LivCom) con sede en Roma, uno de los premios de ciudades más habitables. Ganó el premio al primer lugar para toda la ciudad por su tamaño y el primer lugar para ciudades de todos los tamaños por Mejora de paisajes y espacios públicos, Artes, cultura y gestión del patrimonio y Participación y empoderamiento de la comunidad. La organización internacional elogió a la ciudad por su enfoque en la mejora de los parques y senderos, así como por sus mejoras y mantenimiento de 96 parques. La ciudad ha sido finalista en los premios LivCom cuatro veces desde 2007.
La Oficina de Visitantes y Convenciones del Área de St. Cloud promueve un calendario de eventos del área, información sobre comidas y alojamiento. El centro de convenciones Edge de St. Cloud River, propiedad de la ciudad, alberga una variedad de eventos que incluyen conferencias regionales, ferias comerciales / para consumidores, reuniones de grupos pequeños y eventos sociales.

### Sitios de interés
- Catedral de Santa María, la iglesia más grande que sirve a la parroquia más antigua de la comunidad, construida en los años 1920 en estilo románico italiano. La Catedral es la iglesia madre de la Diócesis de Saint Cloud.
- El distrito comercial central de St. Cloud está incluido en el Registro Nacional de Lugares Históricos.[22]
- St. Cloud State University, con 16,457 estudiantes de aproximadamente 80 países.
- Great River Regional Library, un sistema regional de seis condados que sirve a 32 comunidades. El sistema alberga casi 1 millón de libros, CD y DVD y 250 computadoras públicas y programa una lista de eventos.
- Munsinger Gardens y Clemens Gardens, extensos jardines de flores que datan de los años 1930.
- Casa de Michael Majerus, construida en estilo Segundo Imperio en 1891.[23] Fue incluida en el Registro Nacional de Lugares Históricos en 1978 por su importancia arquitectónica en el ámbito local.[24]
- Paramount Theatre and Visual Arts Center, un teatro restaurado con 706 asientos, construido en 1921.[25]
- St. Cloud Hospital, parte de CentraCare Health, fue fundado en 1886 como St. Benedict's Hospital. El sistema de salud regional incluye cinco hospitales más pequeños y numerosas clínicas y servicios de extensión y para pacientes ambulatorios.
- Stearns History Museum, con dos pisos de exhibiciones, un área de investigación, una tienda del museo y un área de 0,4 km² de parque natural. El único museo del condado en Minnesota acreditado por la Alianza Americana de Museos.
- Salón de la Fama del Béisbol Amateur de Minnesota, dedicado a preservar la historia del béisbol de Minnesota.
- Centro de convenciones St. Cloud River's Edge, un 9300 m² centro de reuniones con vista al río Misisipi.
- Aeropuerto Regional St. Cloud, que brinda servicio de pasajeros turbohélice comercial programado, operaciones privadas, corporativas, de carga y militares.
- St. Cloud Technical and Community College, miembro del Sistema de Colegios y Universidades del Estado de Minnesota.
- Instalación Correccional de Minnesota - St. Cloud, construida en 1889, alberga a casi 1000 prisioneros.
- Midtown Square Mall, un centro comercial con más de 50 tiendas.
- Crossroads Center, un centro comercial con más de 100 tiendas.

## Galería

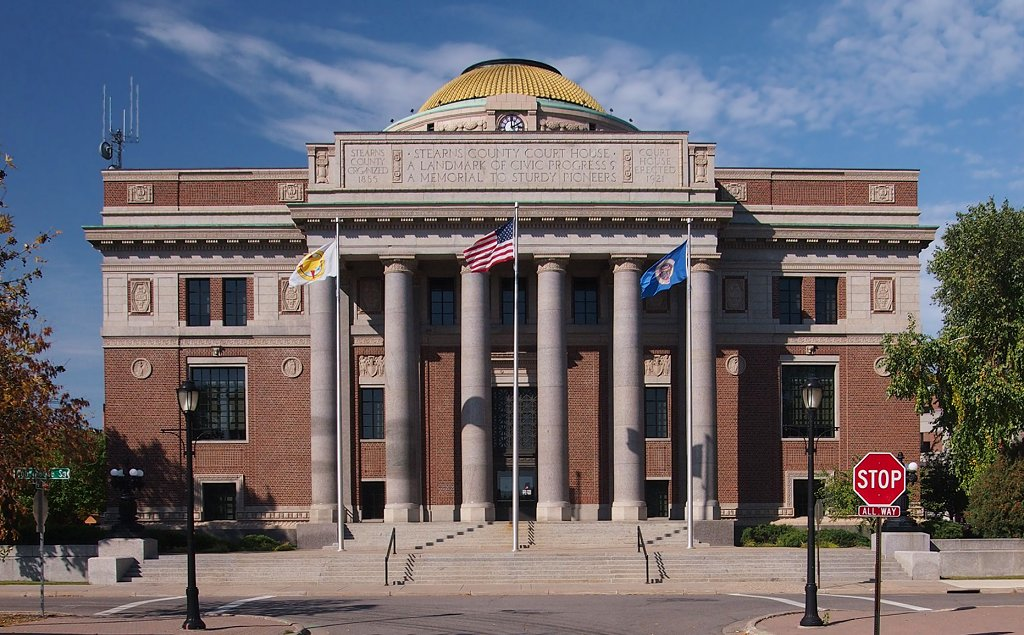
Palacio de justicia del condado de Stearns, 2013.
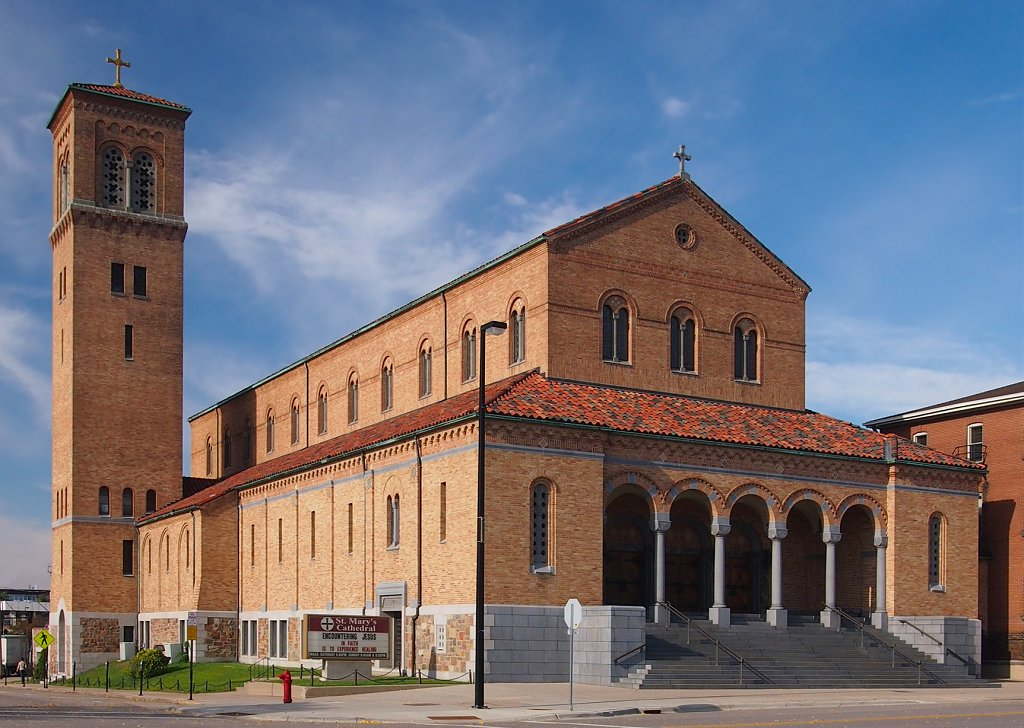
Catedral de Santa María vista desde el este, 2013.
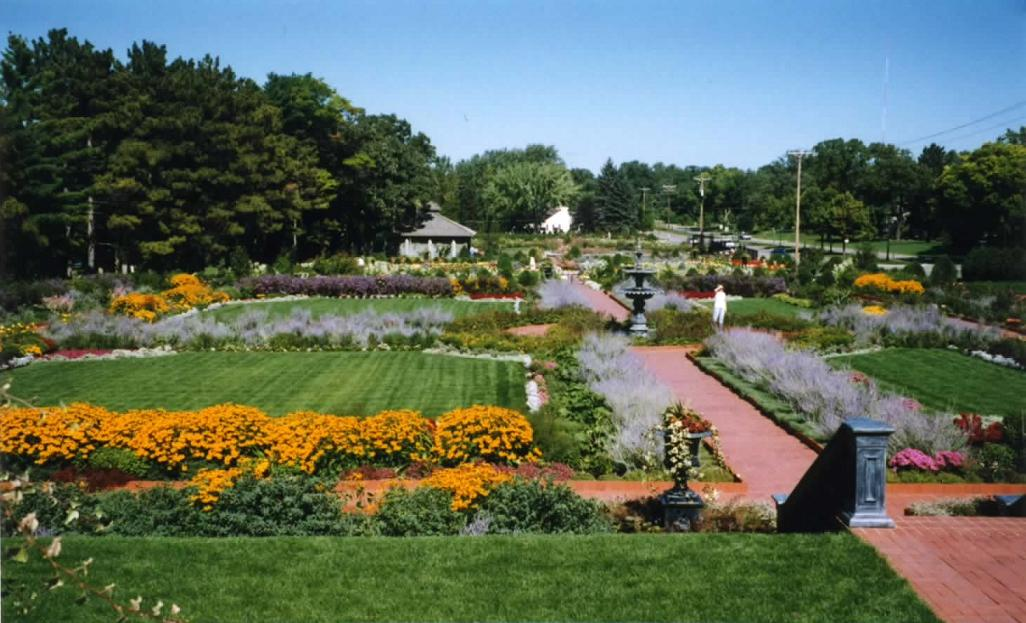
Jardines Munsinger y Clemens, 1997.
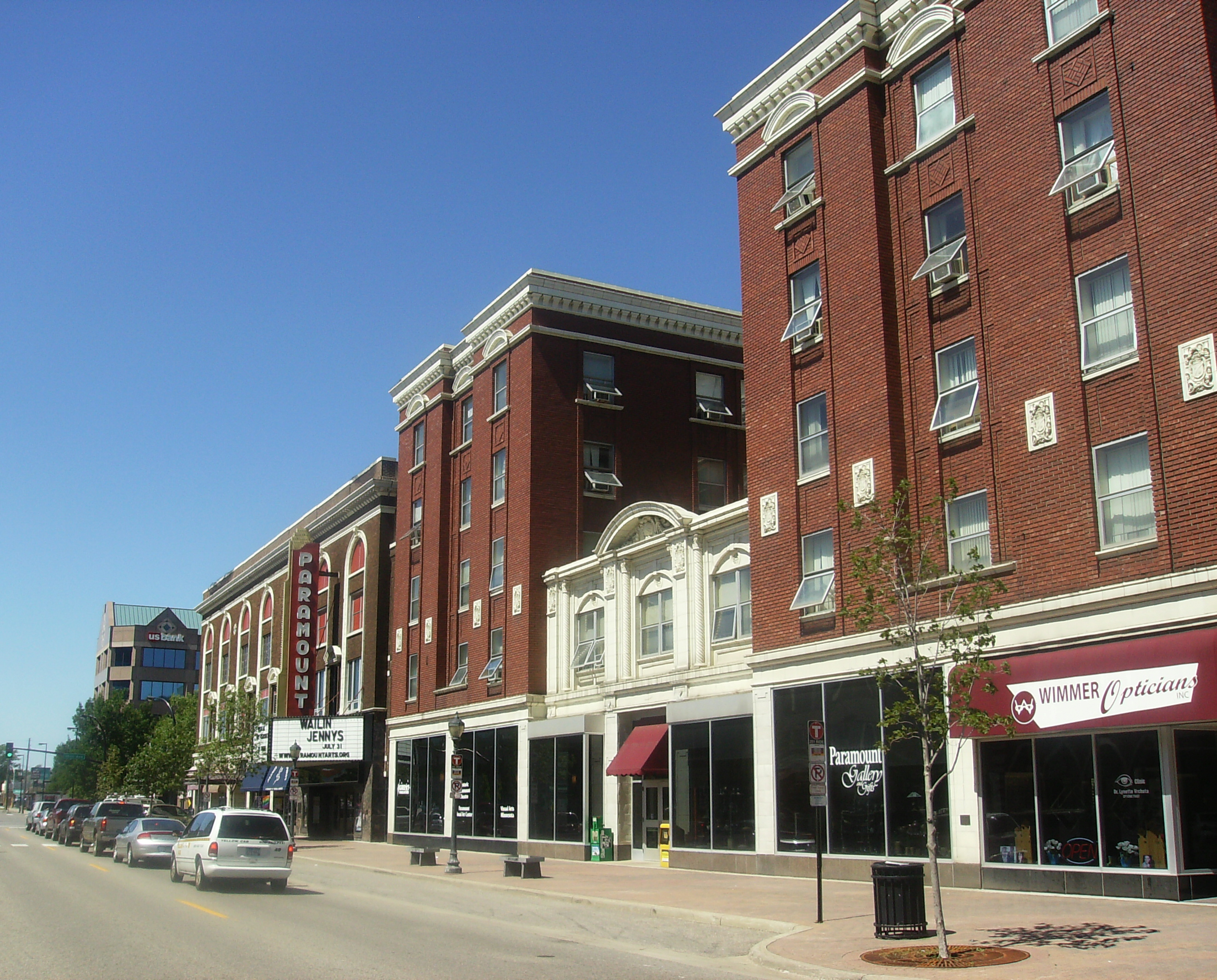
El Teatro Paramount en Saint Germain Street, 2008.
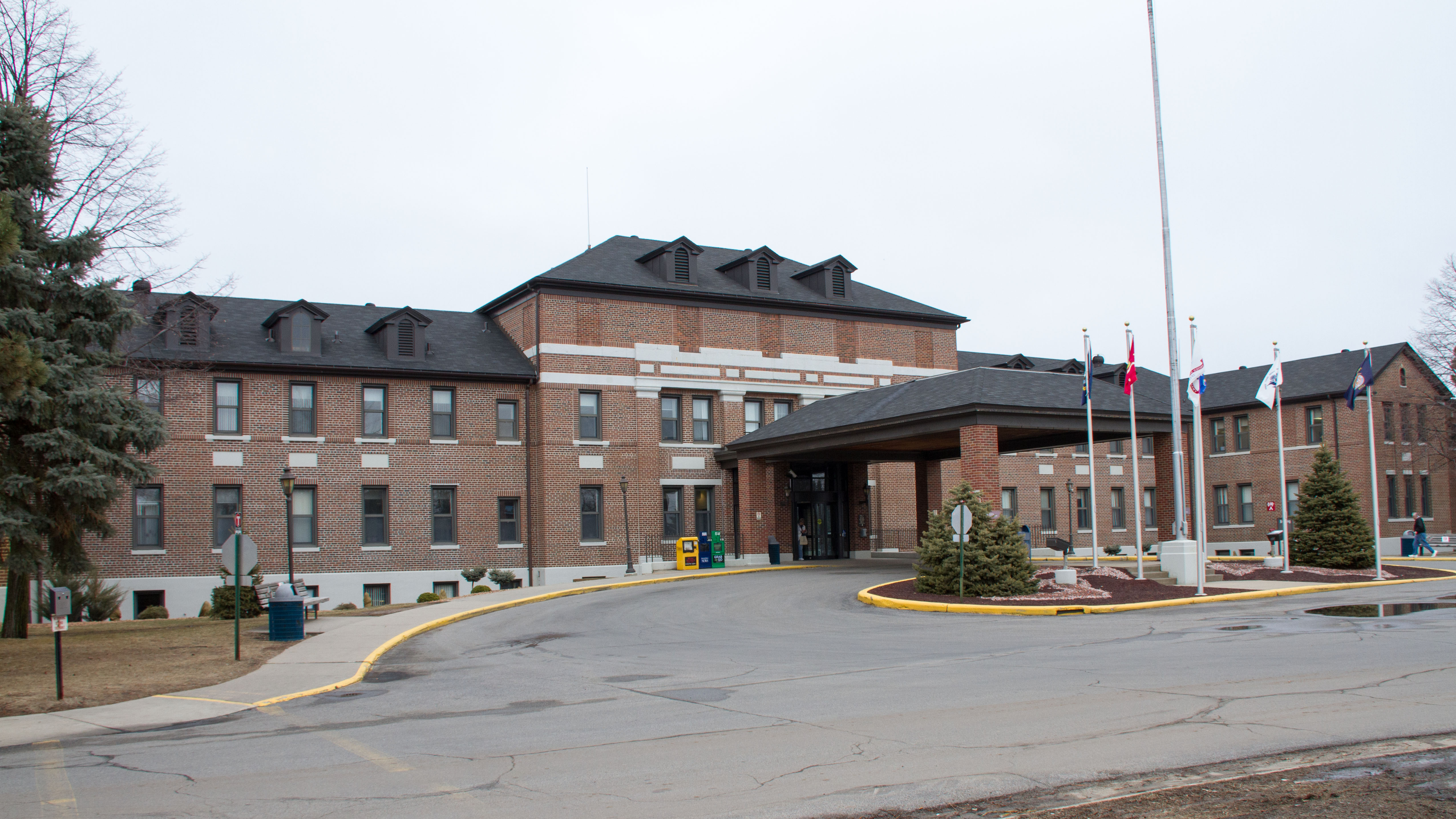
El Centro Médico St. Cloud VA .
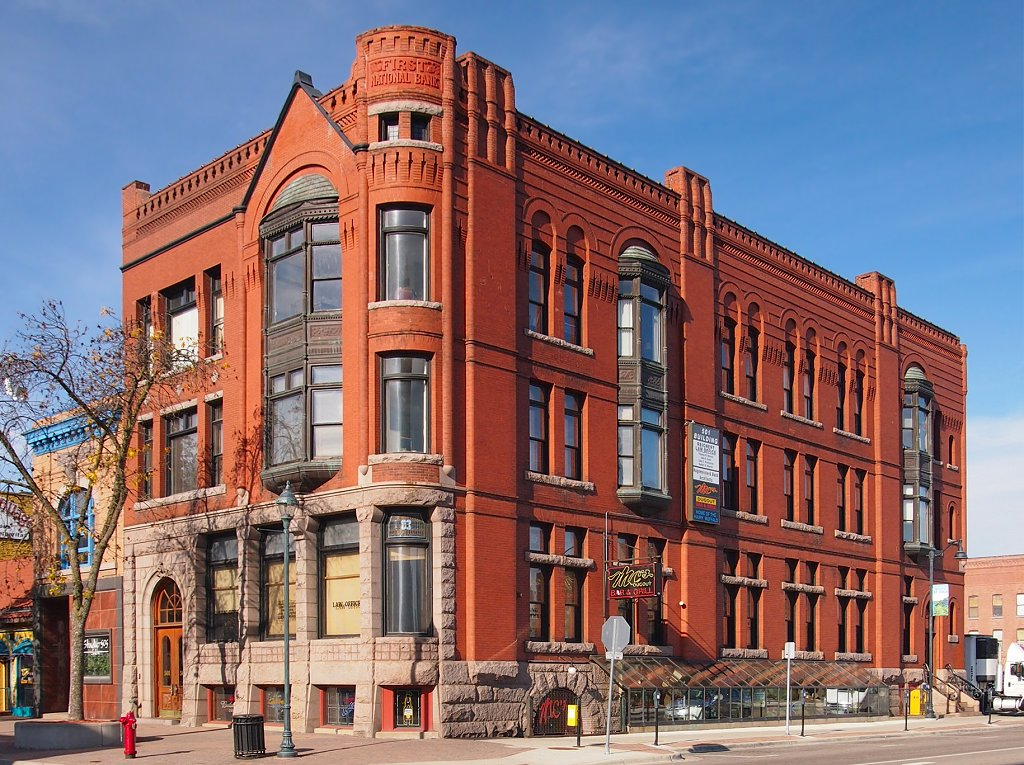
Primer Banco Nacional, 2013.
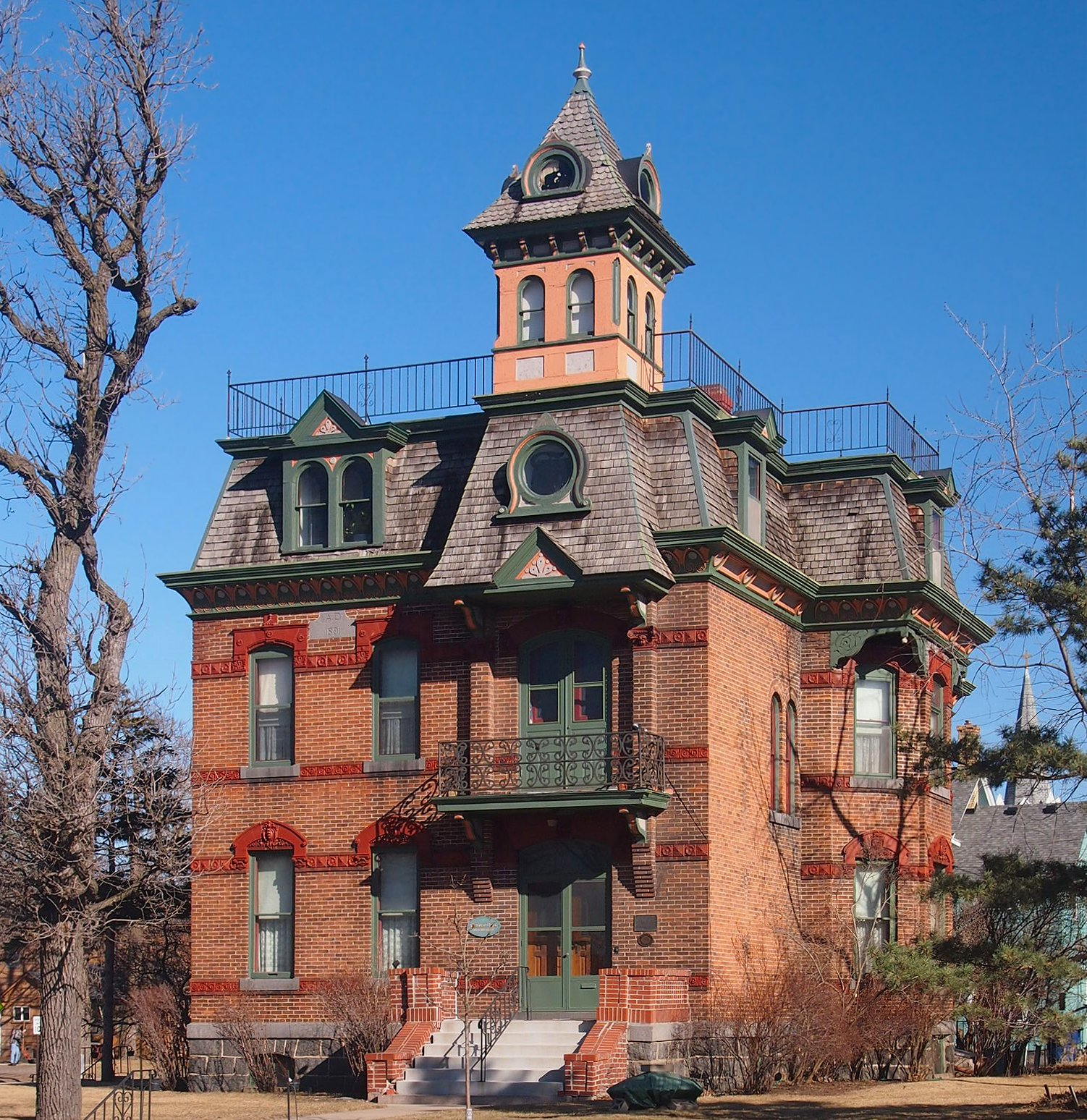
Casa de Michael Majerus